# 奇利拉邦布韋
奇利拉邦布韋是非洲中部國家贊比亞的城市，由銅帶省負責管轄，毗鄰與剛果民主共和國接壤的邊境，海拔高度1,360米，銅礦開採是該市的主要經濟活動，2005年人口93,000。
12°22′00″S 27°50′00″E / 12.36667°S 27.83333°E